# Saint-Martin-du-Limet
Saint-Martin-du-Limet is een gemeente in het Franse departement Mayenne (regio Pays de la Loire) en telt 469 inwoners (2004). De plaats maakt deel uit van het arrondissement Château-Gontier.

## Geografie
De oppervlakte van Saint-Martin-du-Limet bedraagt 12,3 km², de bevolkingsdichtheid is 38,1 inwoners per km².

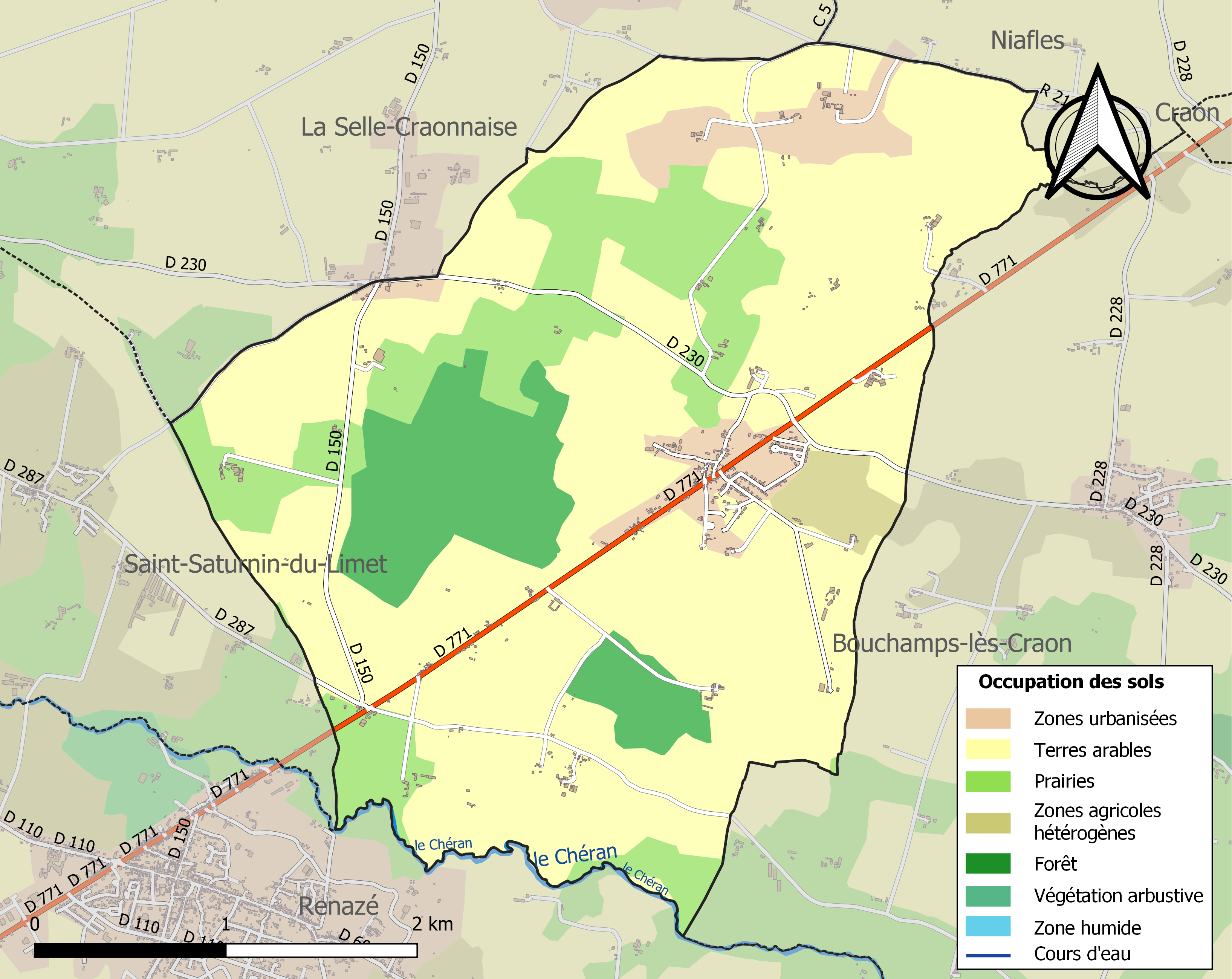
Kaart van de gemeente met de belangrijkste infrastructuur, bodemgebruik en omliggende gemeenten

## Demografie
Onderstaande figuur toont het verloop van het inwonertal (bron: INSEE-tellingen).

1. ↑  Populations de référence 2022.